# مبرهنتا 15 و290
مبرهنة 15 (بالإنجليزية: 15 theorem)‏ هي مبرهنة رياضية برهن عليها في عام 1993. انظر إلى مصفوفة صحيحة.